# Give Me Everything
Give Me Everything ist ein Lied des US-amerikanischen Rappers Pitbull in Zusammenarbeit mit den Musikern Ne-Yo, Afrojack & Nayer. Das Lied wurde am 18. März 2011 als zweite Single aus Pitbulls Album Planet Pit veröffentlicht. Produziert wurde der Song von Afrojack. Give Me Everything erreichte international hohe Chartplatzierungen, unter anderem Platz eins in Großbritannien und den Vereinigten Staaten.

## Hintergrund
Nach Hey Baby (Drop It to the Floor) wurde Give Me Everything am 18. März als zweite Single aus Planet Pit veröffentlicht.
Pitbull, Ne-Yo und Nayer präsentierten Give Me Everything beim MTV Spring Break in Las Vegas.

## Musikvideo
Der Regisseur des Videos war David Rousseau. Es wurde im Alexandria Hotel in Los Angeles gedreht. Bis Juni 2023 verzeichnete das Video auf YouTube über eine Milliarde Aufrufe.

## Kommerzieller Erfolg

### Chartplatzierungen
| ChartsChartplatzierungen       | Höchstplatzierung | Wochen |
| ------------------------------ | ----------------- | ------ |
| Deutschland (GfK)              | 2 (45 Wo.)        | 45     |
| Österreich (Ö3)                | 2 (40 Wo.)        | 40     |
| Schweiz (IFPI)                 | 2 (46 Wo.)        | 46     |
| Vereinigte Staaten (Billboard) | 1 (45 Wo.)        | 45     |
| Vereinigtes Königreich (OCC)   | 1 (40 Wo.)        | 40     |

| ChartsJahrescharts (2011)      | Platzierung |
| ------------------------------ | ----------- |
| Deutschland (GfK)              | 9           |
| Österreich (Ö3)                | 7           |
| Schweiz (IFPI)                 | 8           |
| Vereinigte Staaten (Billboard) | 5           |
| Vereinigtes Königreich (OCC)   | 6           |

| ChartsJahrescharts (2010–2019) | Platzierung |
| ------------------------------ | ----------- |
| Österreich (Ö3)                | 68          |
| Vereinigte Staaten (Billboard) | 44          |

### Auszeichnungen für Musikverkäufe
| Land/Region                  | Auszeichnungen für Musikverkäufe (Land/Region, Auszeichnung, Verkäufe) | Verkäufe   |
| ---------------------------- | ---------------------------------------------------------------------- | ---------- |
| Australien (ARIA)            | 6× Platin                                                              | 420.000    |
| Belgien (BRMA)               | Platin                                                                 | 30.000     |
| Dänemark (IFPI)              | 2× Platin                                                              | 180.000    |
| Deutschland (BVMI)           | 2× Platin                                                              | 1.200.000  |
| Finnland (IFPI)              | Gold                                                                   | 5.646      |
| Frankreich (SNEP)            | —                                                                      | 169.500    |
| Italien (FIMI)               | 2× Platin                                                              | 60.000     |
| Japan (RIAJ)                 | Gold                                                                   | 100.000    |
| Kanada (MC)                  | 7× Platin                                                              | 560.000    |
| Mexiko (AMPROFON)            | 2× Platin                                                              | 120.000    |
| Neuseeland (RMNZ)            | 5× Platin                                                              | 150.000    |
| Norwegen (IFPI)              | 7× Platin                                                              | 70.000     |
| Österreich (IFPI)            | Platin                                                                 | 30.000     |
| Portugal (AFP)               | 2× Platin                                                              | 20.000     |
| Russland (NFPF)              | Platin                                                                 | 200.000    |
| Schweden (IFPI)              | 5× Platin                                                              | 200.000    |
| Schweiz (IFPI)               | 2× Platin                                                              | 60.000     |
| Spanien (Promusicae)         | 2× Platin                                                              | 120.000    |
| Vereinigte Staaten (RIAA)    | Diamant                                                                | 10.000.000 |
| Vereinigtes Königreich (BPI) | 3× Platin                                                              | 1.800.000  |
| Insgesamt                    | 2× Gold · 50× Platin · 1× Diamant ·                                    | 15.495.146 |

Hauptartikel: Pitbull (Rapper)/Auszeichnungen für Musikverkäufe

### Auszeichnungen für Musikstreamings
| Land/Region     | Auszeichnungen für Musikverkäufe (Land/Region, Auszeichnung, Verkäufe) | Verkäufe |
| --------------- | ---------------------------------------------------------------------- | -------- |
| Dänemark (IFPI) | Platin                                                                 | 100.000  |
| Insgesamt       | 1× Platin ·                                                            | 100.000  |

Hauptartikel: Pitbull (Rapper)/Auszeichnungen für Musikverkäufe